# Pietà
Este artículo trata del tema de La Piedad en el arte, para la obra de  Miguel Ángel, véase Piedad del Vaticano.

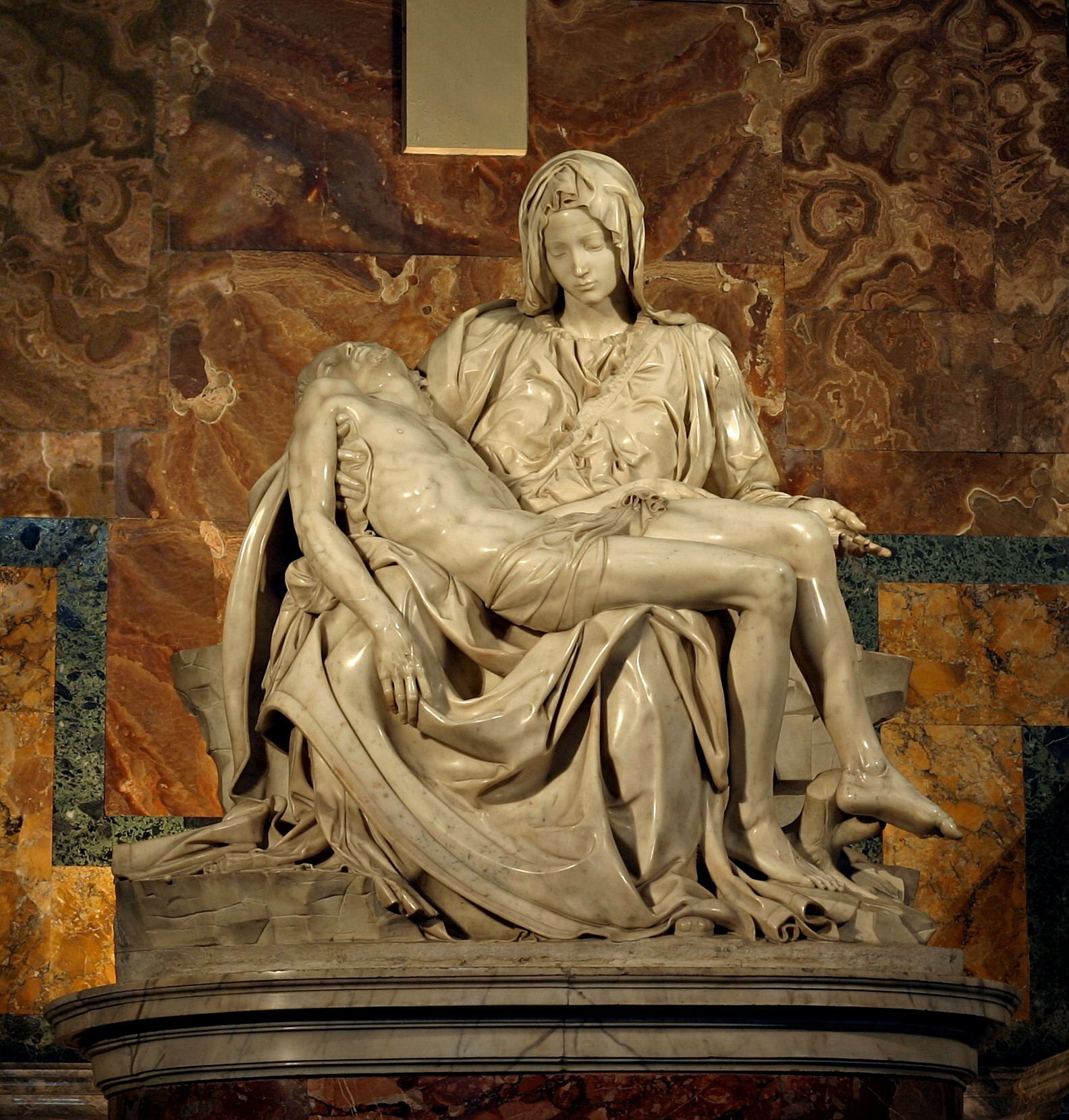
Piedad del Vaticano, obra de Miguel Ángel, 1498/9–1500, mármol.

Se conoce con el nombre italiano de Pietà [pjeˈta] ('Piedad') a un tema muy popular dentro de las artes figurativas, especialmente durante el Renacimiento. Se conoce con el nombre de pietà o piedad una obra de arte que representa a la Virgen María, madre sosteniendo el cuerpo muerto de Jesucristo. Como tal, es una forma particular del tema devocional de la Virgen de las Angustias.
El término pietà (del latín: pietas) se originó por una costumbre que había en el Imperio Romano alrededor del año 64, que se refiere al acto de postrarse, mostrando «emoción... de gran amor acompañado con un temor reverencial... hacia los dioses romanos».
El ejemplo más famoso de pietà es la escultura de La Piedad del Vaticano, obra de Miguel Ángel, que se encuentra en la Basílica de San Pedro.
Algunos otros ejemplos célebres son:
- La Pietà dell'Opera del Duomo de Miguel Ángel (escultura)
- La Pietà Rondanini de Miguel Ángel (escultura)
- La Pietà de Tiziano (pintura)
- La Pietà de Daniele Crespi (pintura)
- El Cristo muerto sostenido por dos ángeles, conocido también como Pietà, de Marco Palmezzano (pintura)
- La Pietà de Pedro Pablo Rubens (pintura)
- La Pietà de Nouans de Jean Fouquet (pintura)
- La Pietà de Giovanni Andrea Ansaldo (pintura)
- Madre con hijo muerto conocida como La Pietá de Käthe Kollwitz (1867-1945)
- La Piedad, Paso del Viernes Santo de las procesiones de Semana Santa De Popayán Colombia.

Un tema parecido, pero menos difundido, es el Lamento sobre el cuerpo de Cristo muerto o Santo Entierro.

## Galería

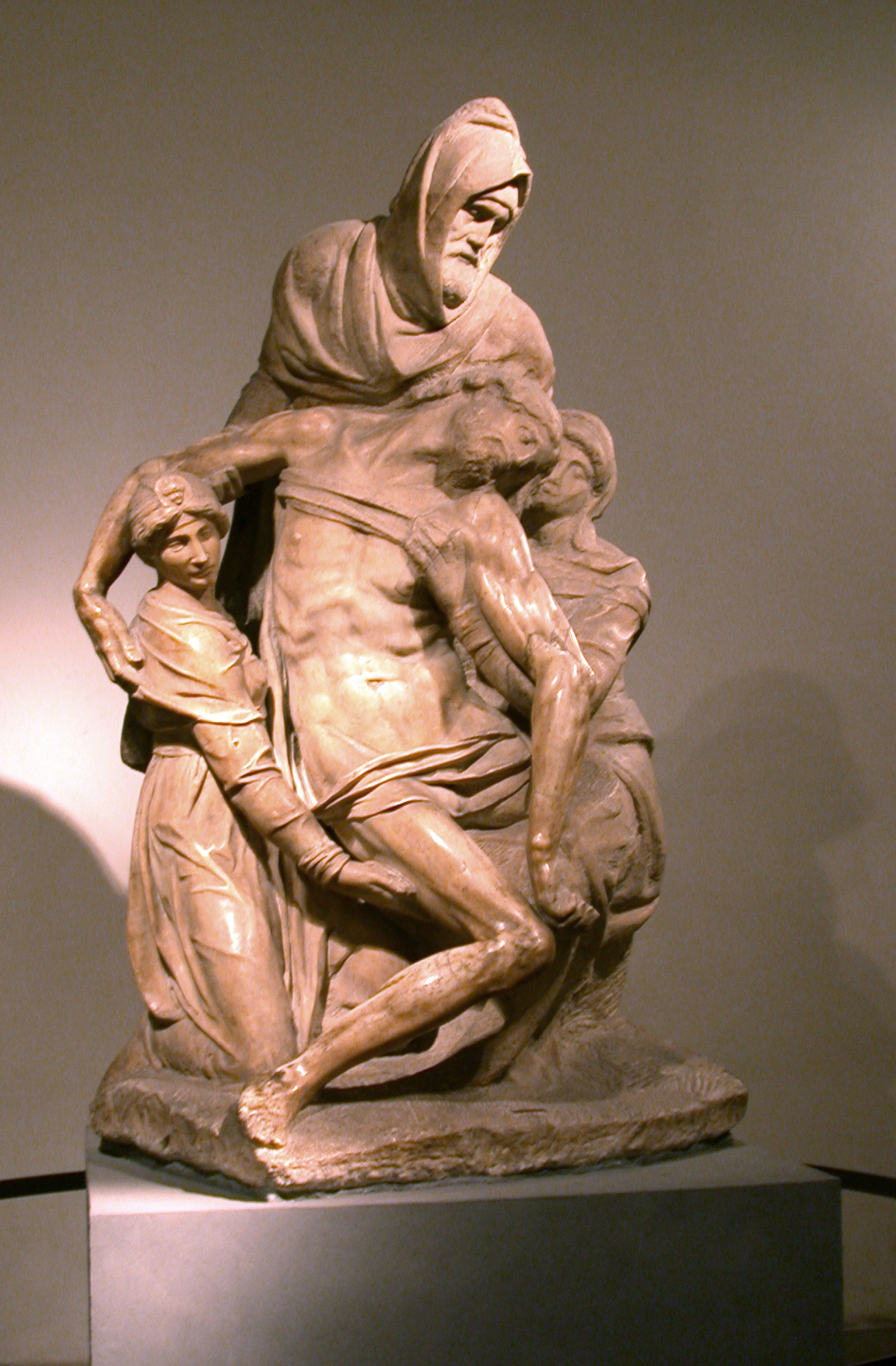
Pietà de Miguel Ángel en el Museo dell'Opera del Duomo, Florencia.
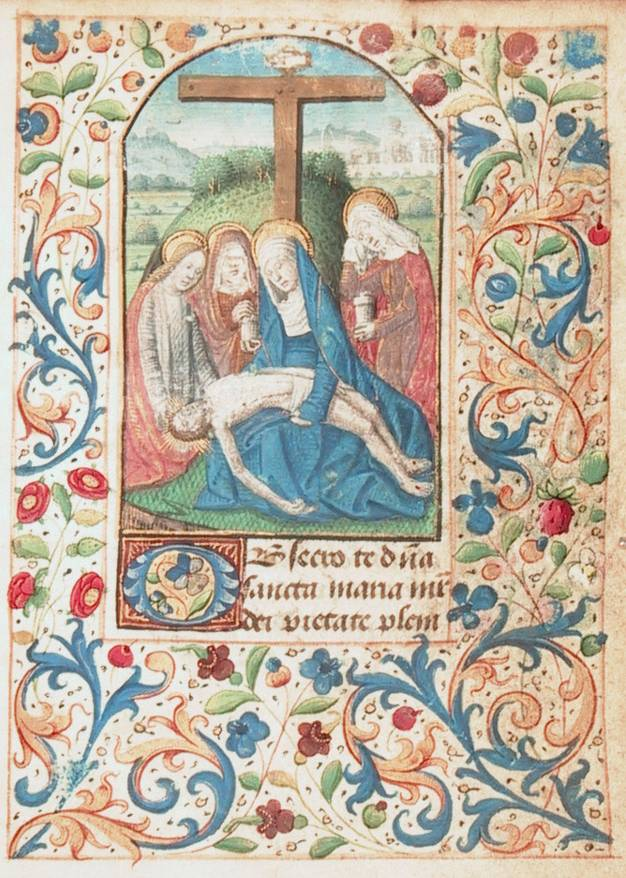
La oración Obsecro te (1470s), del Libro de Horas de Angers Biblioteca Bodleiana, Universidad de Oxford
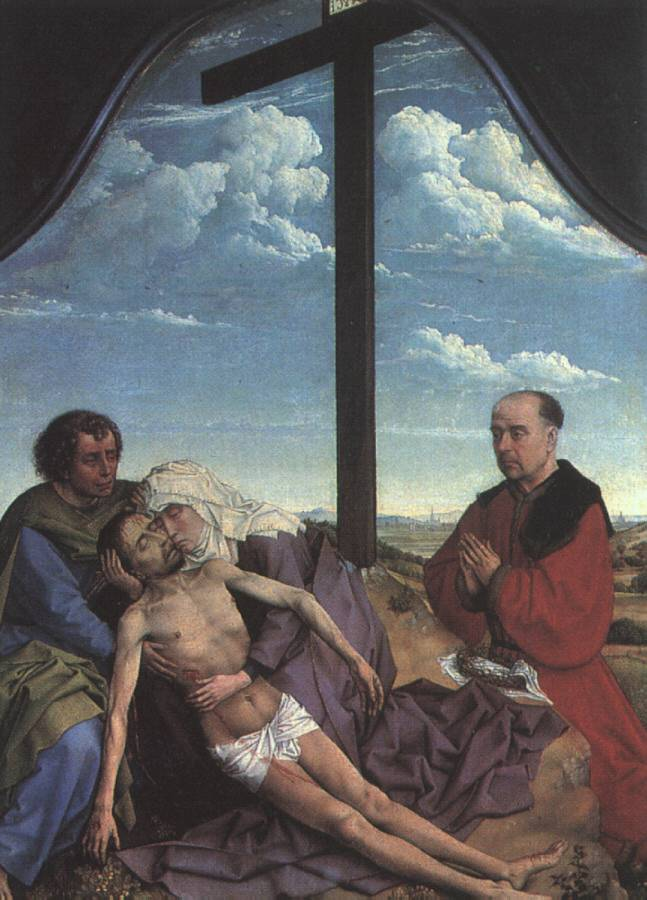
Pietà por Rogier van der Weyden, Museo del Prado, Madrid.
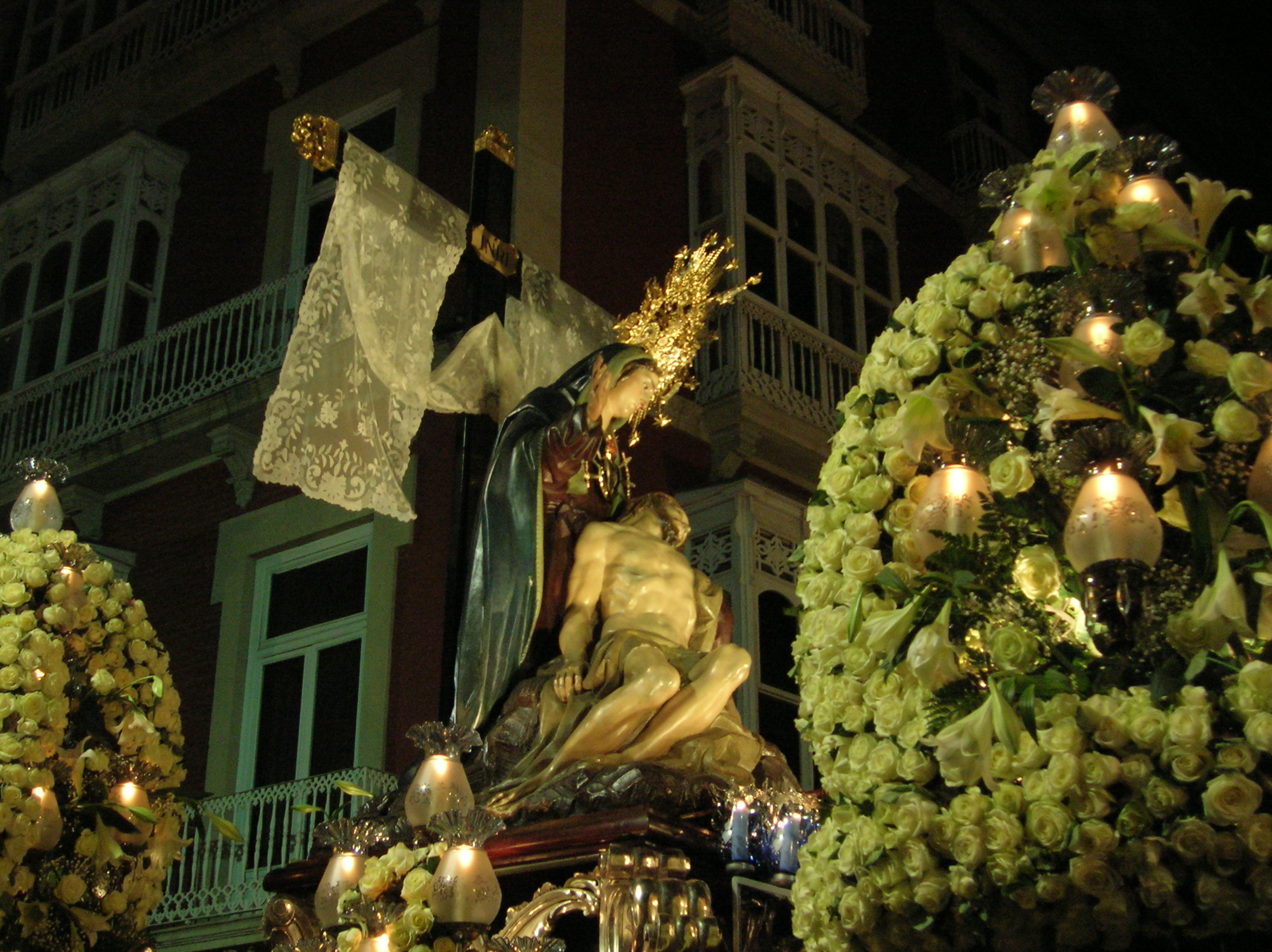
Virgen de la Piedad, de Capuz, Semana Santa en Cartagena.
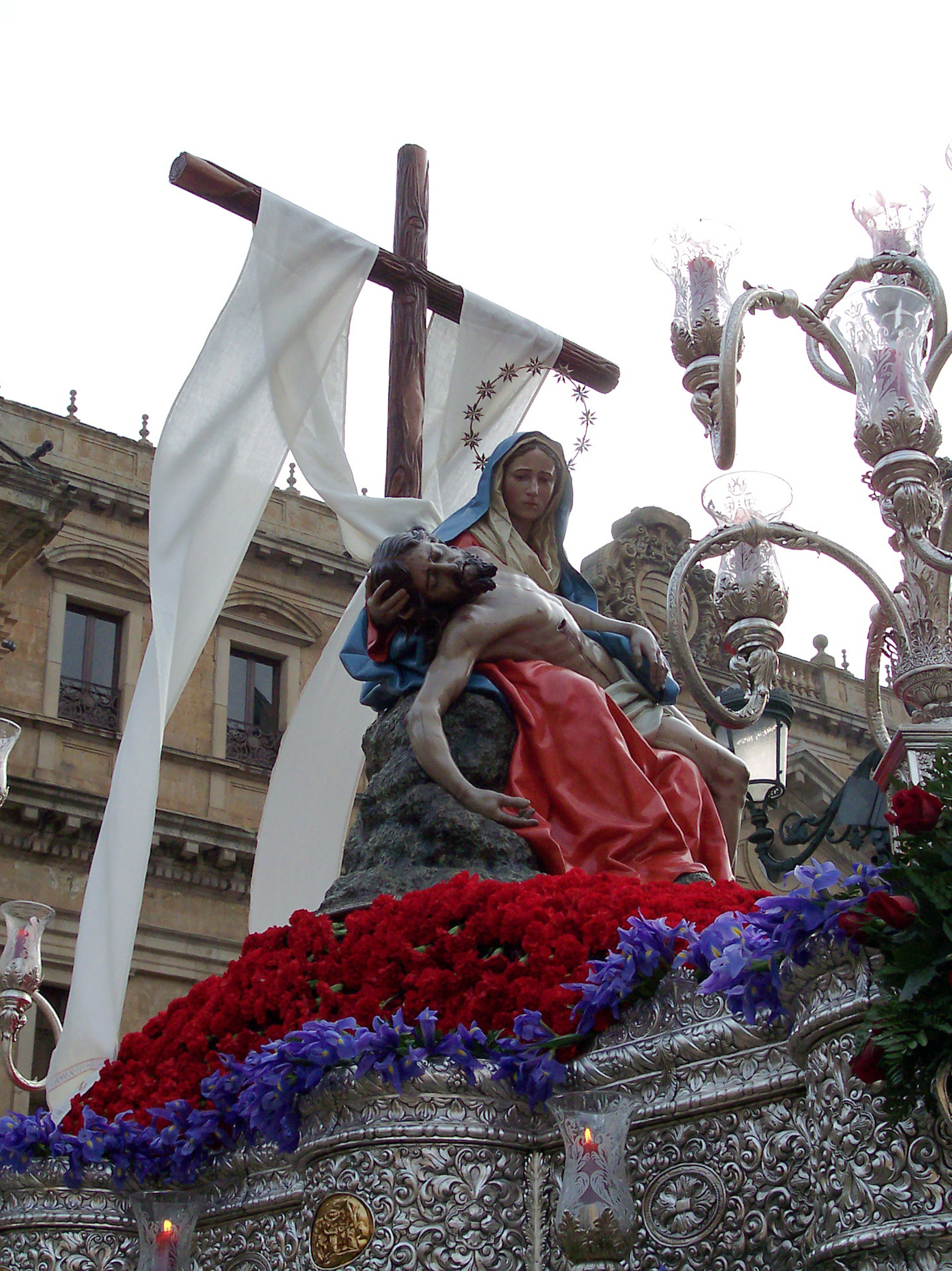
"Piedad" de Luis Salvador Carmona (1760), Catedral Nueva de Salamanca.
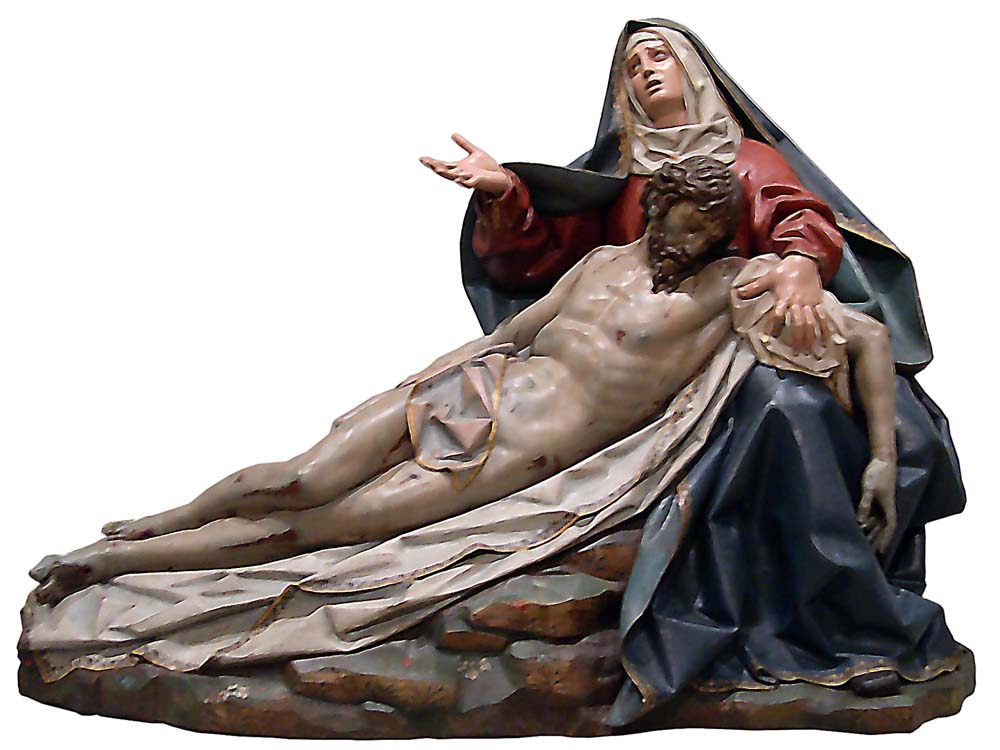
"Piedad" de Gregorio Fernández, Museo Nacional Colegio de San Gregorio, Valladolid.
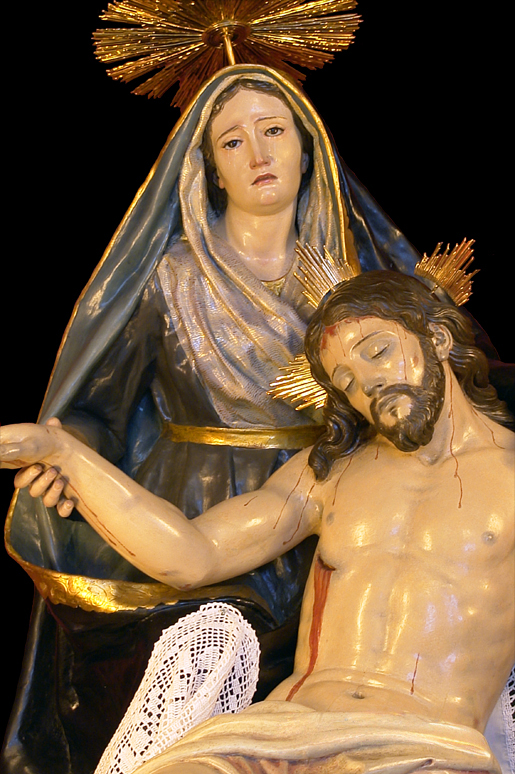
"Stmo. Cristo del Calvario" de Fernando Estévez, Santuario del Calvario. La Orotava
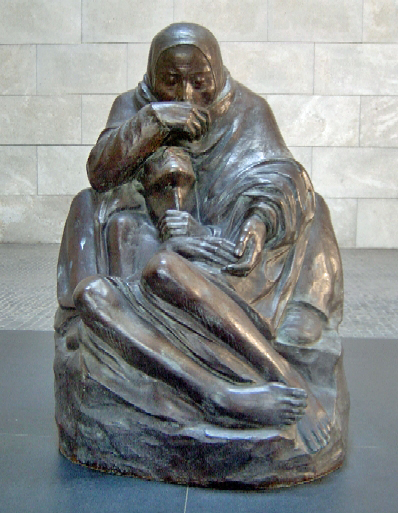
La Pietá Kollwitz en el Neue Wache de Berlín
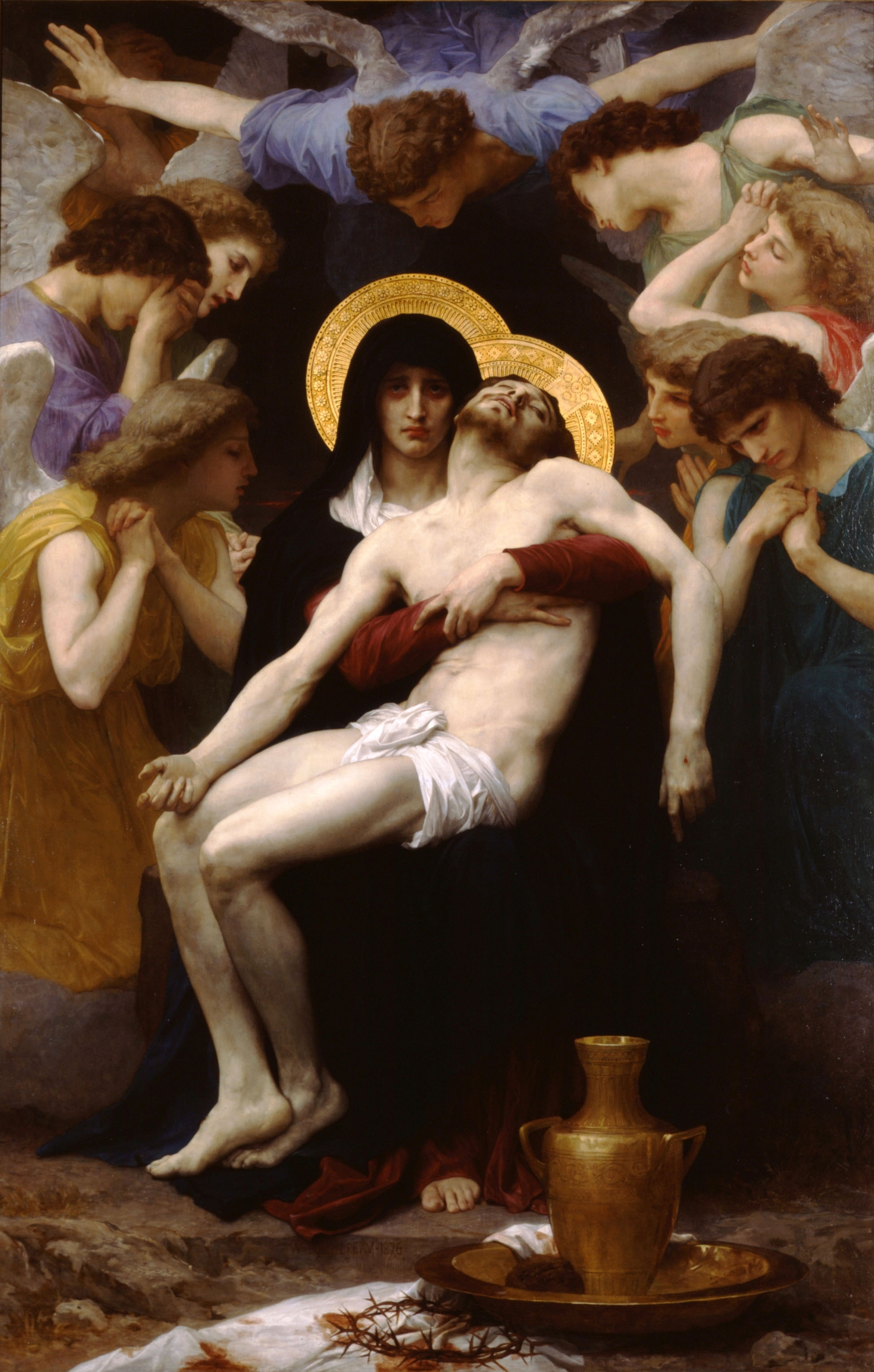
Piedad de William-Adolphe Bouguereau.
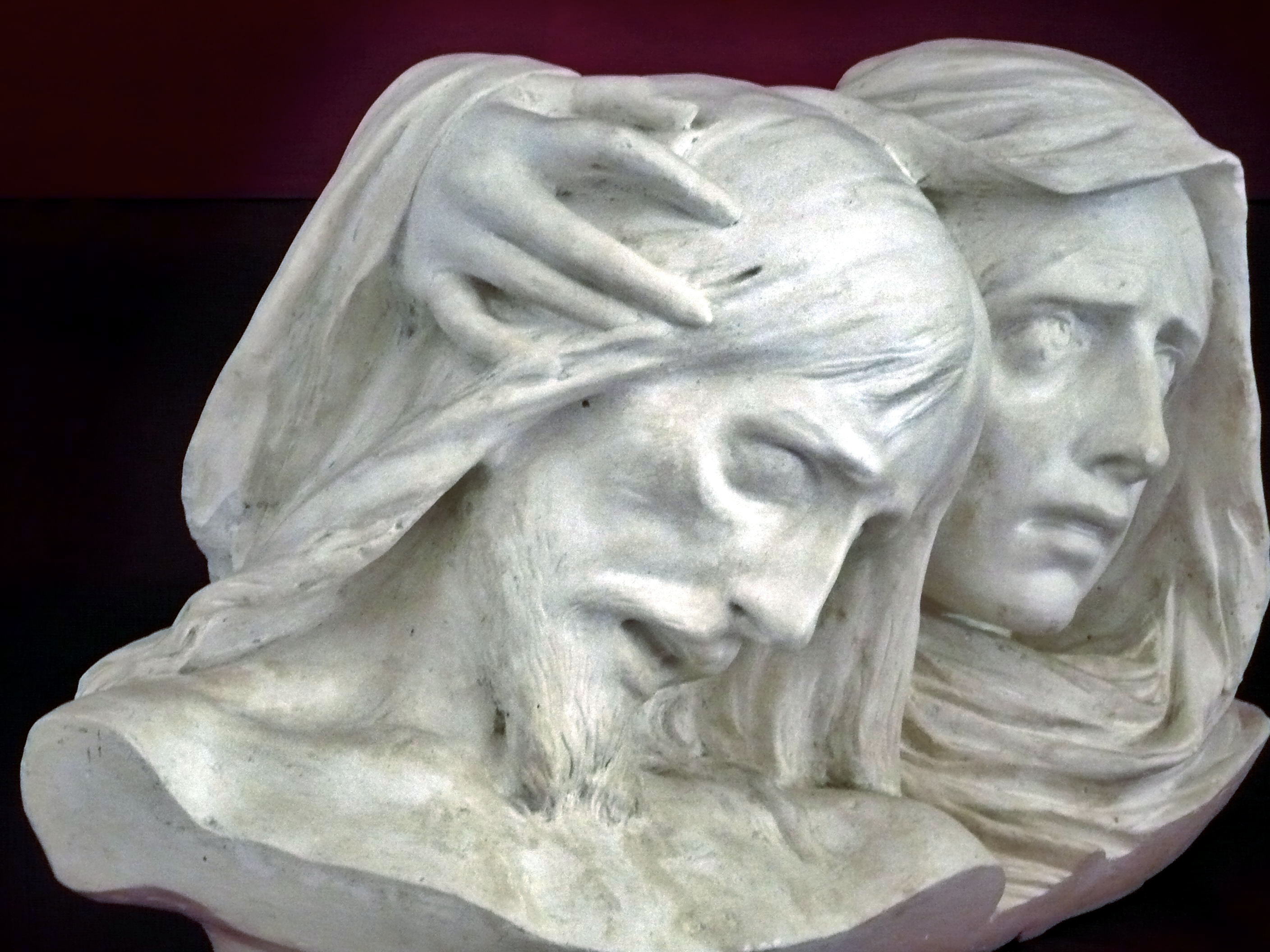
La Piedad: yeso de Michele Tripisciano en Caltanissetta.
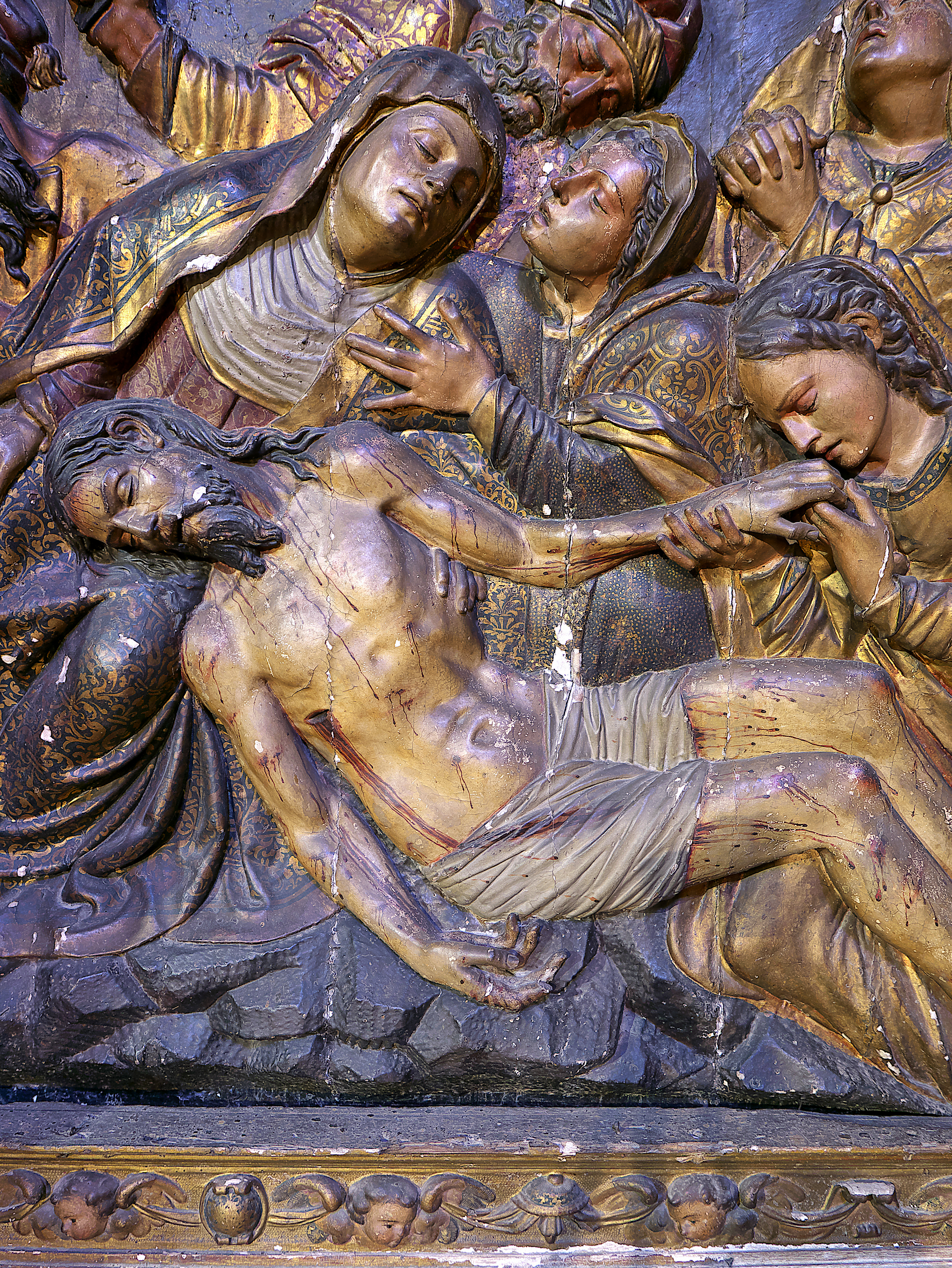
Isidro de Villoldo, Iglesia de San Martín (Sevilla).
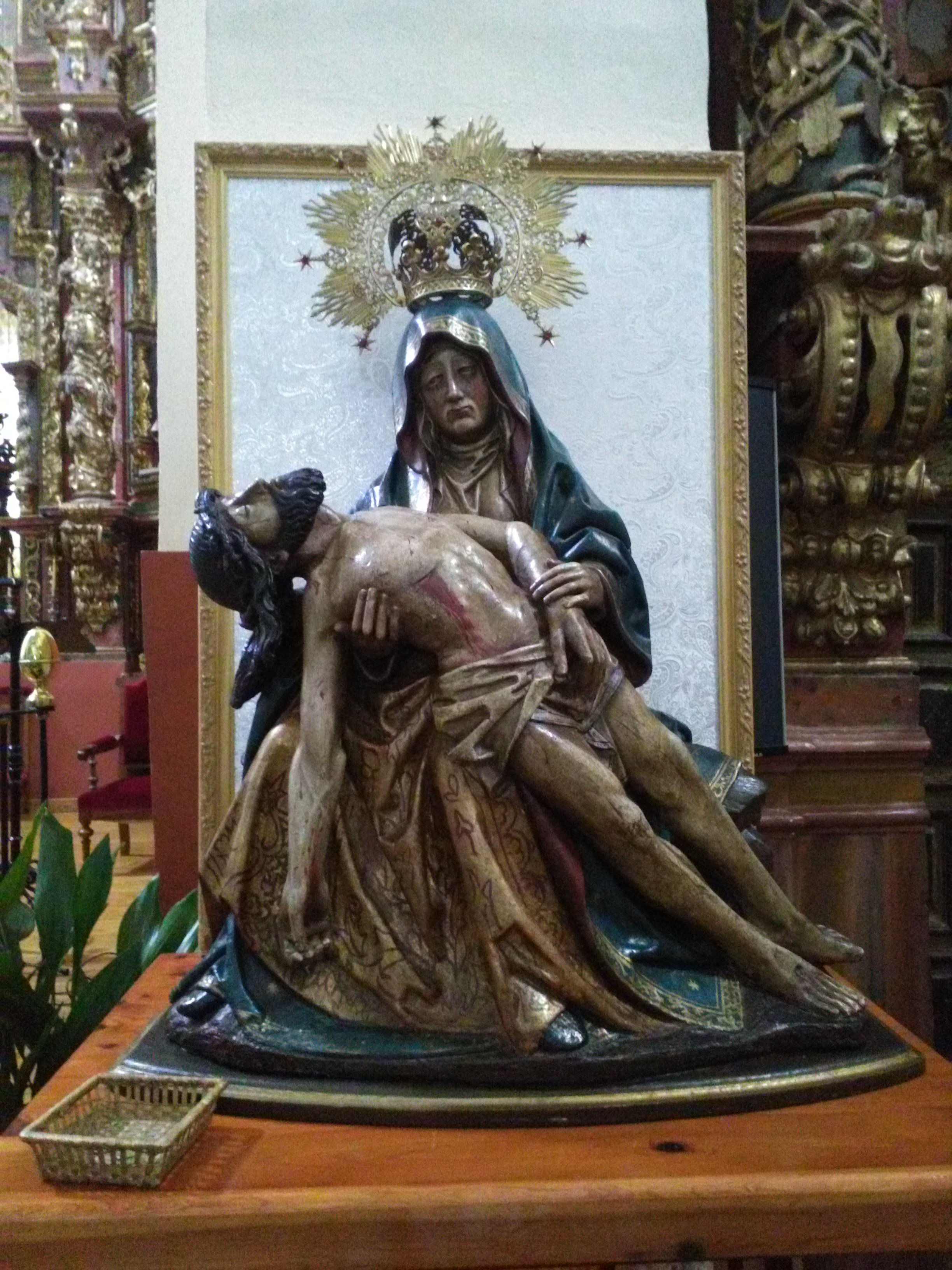
Virgen de la Piedad de Villademor de la Vega.